# Báthory utca
A Báthory utca Budapest V. kerületében található. Az utca a Kossuth Lajos tér legdélibb pontját köti össze kelet-nyugati irányban a Bajcsy-Zsilinszky úttal.
A Nádor utca és Hold utca közötti szakasza az egykori Újépület északi határa volt.

## Az utca korábbi elnevezései
Nyugati, a Dunától a Nádor utcáig terjedő szakasza az 1820-as években az Új sörház utca nevet viselte, az 1830-as években a Búvárharang utca és a Búvár utca volt az elnevezése. E szakasz 1869-ben kapta a Báthory utca nevet.
Keleti szakasza 1874-ig Gyapjú utca volt, azóta e szakasz is a jelenlegi nevet viseli.
Az utca névadója Báthory István erdélyi fejedelem, lengyel király, litván nagyfejedelem.

## Látnivalók
A Báthory utcában található a Hold utcai kiszélesedésnél a Batthyány-örökmécses. A kegyhely, amely Batthyány Lajos kivégzőhelyén áll, számos alkalommal volt politikai tüntetés helyszíne (1941, 1943, 1988).
Épületeinek többsége a 19–20. század fordulóján épült.
- 3. szám: Kármán Géza Aladár és Ullmann Gyula 1902-es tervei alapján épült lakóház.
- 4-6. szám: Meinig Artúr által 1896-ban épített lakóház.
- 5. szám: lakóház Alpár Ignác tervei alapján, 1905-ben épült.[1]
- 7. szám: Révész Sámuel és Kollár József által 1905-ben épült lakóház.
- 9. szám: 1903-ban épült lakóház Vidor Emil tervei alapján.
- 20. szám: Illés Gyula által 1891-ben épített ház, főpárkányán freskófríz látható, amit Lotz Károly készített.

## Az utca filmekben, irodalomban
- Az utca fontos helyszín Kondor Vilmos magyar író Budapest noir című bűnügyi regényében, de a közelben található a Budapest novemberben című regény egyik lényeges helyszíne is.

## Ajánlott irodalom
- Schmall Lajos: Buda-Pest utczái és terei, Budapest, 1906
- Zakariás G. Sándor: Budapest, Budapest, 1961
- Gerle János – Kovács Attila – Makovecz Imre: A századforduló magyar építészete. Szépirodalmi Könyvkiadó, Budapest, 1990, ISBN 963-15-4278-5
- Budapest teljes utcanévlexikona. Szerk. Ráday Mihály. (hely nélkül): Sprinter. 2003.  ISBN 963 9469 06 8